# Pleurobranchus albiguttatus
Pleurobranchus albiguttatus is een slakkensoort uit de familie van de Pleurobranchidae. De wetenschappelijke naam van de soort is voor het eerst geldig gepubliceerd in 1905 door Bergh.